# Aholming
Aholming település Németországban, azon belül Bajorországban. Lakosainak száma 2383 fő (2023. december 31.). Aholming Plattling, Moos, Buchhofen, Wallerfing, Oberpöring és Otzing községekkel határos.

## Népesség
A település népessége az elmúlt időszakban az alábbi módon változott:
| Lakosok száma | 1123 | 1733 | 1853 | 1882 | 2272 | 2287 | 2298 | 2243 | 2319 | 2383 |
|               | 1875 | 1950 | 1970 | 1987 | 2012 | 2013 | 2015 | 2017 | 2021 | 2023 |